# Перелисянка
Перелися́нка — село в Україні, у Рівненському районі Рівненської області. Населення становить 0 осіб.

## Історія
У 1906 році колонія Дераженської волості Рівненського повіту Волинської губернії. Відстань від повітового міста 42 верст, від волості 12. Дворів 24, мешканців 187.